# Одноцветный дрозд
Одноцветный дрозд (лат. Turdus unicolor) — певчая птица семейства дроздовых. Гнездится в Гималаях от Кашмира до Непала, зимует на полуострове Индостан.

## Внешний вид и образ жизни
По размерам одноцветный дрозд близок к дрозду-белобровику, общая длина тела составляет около 22 см, из которых чуть больше трети приходится на хвост. Длина крыла 12 см. Окрас тела у самцов в основном голубовато-серый, нижняя часть тела более светлая, ноги светло-коричневые. У самок и молодняка оливково-бурая верхняя часть тела и грудь, пёстрое горло, рыжевато-бурые бока и белёсая нижняя часть тела; ноги у самок яркого изжелта-оранжевого цвета, за исключением жёлтых пальцев. Крылья снизу желтовато-оранжевые.
Гнездится в мае-июне. Строит гнездо на деревьях из мха и травы, в гнезде от трёх до четырёх крапчатых зеленовато-белых яиц размерами 2,5 на 2 см.

## Ареал и охранный статус
Одноцветный дрозд широко распространён, встречаясь в Непале, Бутане, Бангладеш, Индии и Пакистане (зафиксирован также в Таджикистане как инвазивный вид и в Тибетском автономном районе КНР), мигрирует вплоть до Центральной Европы). В Гималаях гнездится в летние месяцы (с апреля по октябрь), встречается в широколиственных лесах со слабо развитым подлеском на высотах от 1500 до 2450 м над уровнем моря.
Хотя подсчёт мировой популяции не производился, в западной части Гималаев одноцветный дрозд считается распространённым (в Непале — редким) и в целом популяция, вероятно, значительно превышает порог для определения вида как уязвимого.